# Juncus decipiens
Juncus decipiens är en tågväxtart som först beskrevs av Franz Georg Philipp Buchenau, och fick sitt nu gällande namn av Takenoshin Nakai. Juncus decipiens ingår i släktet tåg, och familjen tågväxter. IUCN kategoriserar arten globalt som livskraftig. Inga underarter finns listade i Catalogue of Life.